# Anícia (gens)
Anícia (em latim: Anicia) era uma família (gente) plebeia da Roma Antiga, mencionada pela primeira vez no final do século IV a.C.. O primeiro Anício a adquirir proeminência, ainda durante a República Romana, foi Lúcio Anício Galo, que liderou a guerra contra os ilírios durante a Terceira Guerra Macedônia, em 168 a.C.. Uma família nobre tinha este nome durante o período imperial, mas aparentemente não são relacionados com os Anícios do período republicano, tendo sido atestados primeiro na cidade de Uzzapa, na África.

## História
É possível que os Anícios sejam oriundos da cidade latina de Preneste. Os primeiros membros da família a conseguirem um cargo na magistratura em Roma tinha o sobrenome Prenestino (Praenestinus). Porém, é possível que seja também um cognome pessoal, pois não aparece mais depois disto. Sabe-se que os Anícios utilizaram os prenomes Lúcio, Quinto, Marco, Cneu, Tito e Caio. O único grande ramo da família durante o período republicano utilizava o cognome Galo, que pode ser uma referência ao galo ou aos gauleses.
Durante o período imperial, no século IV, uma família romana com o nome Anício conseguiu algum destaque. Segundo Edward Gibbon:
| “ | Do reinado de Diocleciano até o a extinção final do império ocidental, o nome brilhou com um lustro que não foi eclipsado, na estima pública, pela majestade do púrpura imperial. Os diversos ramos pelos quais estavam ligadas, unidas, por casamento ou herança, a riqueza e os títulos dos Ânia, Petrônia e Olíbria; e, em cada geração, um número de consulados era multiplicado por uma reivindicação hereditária. A família Anícia se destacava em fé e em riquezas: eles foram os primeiros do Senado Romano a abraçarem o cristianismo; e é provável que Anício Juliano, que foi depois cônsul e prefeito da cidade, tenha se redimido por sua ligação ao partido de Maxêncio, pela rapidez com que aceitou a religião de Constantino. O amplo patrimônios dele foi aumentado pela industriosidade de Probo, o líder da família Anícia, que dividiu com Graciano a honra do consulado e exerceu, por quatro vezes, o alto posto de prefeito pretoriano. Suas enormes propriedades estavam espalhadas por toda parte do mundo romano; e, apesar de ser possível que o público tenha suspeitado ou reprovado os métodos pelos quais elas foram adquiridas, a generosidade e magnificência daquele afortunado estadista lhe garantia a gratidão de seus clientes e a admiração dos estrangeiros. Tamanho era o respeito comandado por sua memória que os dois filhos de Probo, na mais tenra infância, e a pedido Senado, foram associados à dignidade consultar; uma distinção memorável, sem comparação nos anais romanos. "Os mármores do palácio Anício" era uma expressão proverbial de opulência e esplendor; mas os nobres e senadores de Roma aspiravam, de certa forma, imitar aquela ilustre família | ” |
|   | — Edward Gibbon, A História do Declínio e Queda do Império Romano. |   |

Um ramo da família mudou-se para Império Romano do Oriente e se estabeleceu em Constantinopla (onde Anícia Juliana, filha do imperador romano do ocidente Anício Olíbrio, era patrona das artes), ganhando prestígio: o estudioso e filósofo Boécio era membro, assim como Anício Fausto Albino Basílio, a última pessoa além dos imperadores bizantinos a deter o título de cônsul, em 541. No ocidente, por outro lado, os Anícios eram defensores da independência do Império Romano do Ocidente frente ao império oriental; eram, portanto, aliados dos reis ostrogodos da Itália.

## Membros

### Anícios da época republicana
- Quinto Anício Prenestino, edil curul em 304 a.C.[6]
- Marco Anício Galo, avô do pretor de 168 a.C.[1]
- Lúcio Anício Galo, pai do pretor de 168 a.C.[1]
- Lúcio Anício Galo, pretor em 168 a.C. durante a Terceira Guerra Macedônia, triunfou sobre Gêncio, rei dos ilírios, e cônsul em 160 a.C.
- Tito Anício, encarregado por Cícero de comprar uma casa nos subúrbios para ele[7]
- Caio Anício, um senador romano, amigo e vizinho de Cícero que escreveu para ele uma carta introdutória para Quinto Cornifício, na Província da África[8]

### Anícios do período imperial
- Caio Anício Cerial, cônsul sufecto em 65
- Quinto Anício Fausto, cônsul em 198
- Sexto Anício Fausto Paulino, cônsul em 298
- Âmnio Anício Juliano, cônsul em 322
- Sexto Anício Fausto Paulino, cônsul em 325
- Âmnio Anício Paulino, cônsul em 334
- Anício Auquênio Basso, prefeito urbano de Roma em 382 e 383
- Tirrênia Anícia Juliana, filha de Aquênio Basso, casada com Quinto Clódio Hermogianiano Olíbrio, cônsul em 379
- Anícia Faltônia Proba, uma poeta, casada com o Sexto Cláudio Petrônio Probo, cônsul em 371[1]
- Anício Hermogeniano Olíbrio, cônsul em 395[1]
- Anício Probino, cônsul com seu irmão, Hermogeniano Olíbrio, em 395
- Anício Petrônio Probo, cônsul em 406[1]
- Anícia Proba, filha de Sexto Cláudio Petrônio Probo
- Demétrias, filha de Anício Hermogeniano Olíbrio
- Anício Auquênio Basso, cônsul em 408[1], provavelmente filho do prefeito de 382
- Aurélio Anício Símaco, prefeito urbano entre 418 e 420
- Anício Auquênio Basso, cônsul em 431, filho do cônsul em 408
- Petrônio Máximo, cônsul em 433 e 443; imperador em 455
- Anício Probo, homem ilustre em 459
- Anício Olíbrio, imperador em 472
- Anícia Juliana, filha do imperador Olíbrio
- Flávio Anício Olíbrio Júnior, cônsul em 491
- Anício Mânlio Severino Boécio, cônsul em 510, um grande acadêmico e filósofo.
- Símaco, filho de Boécio e cônsul com seu irmão Boécio[1]
- Boécio, filho de Boécio e cônsul com seu irmão Símaco[1]
- Anício Máximo, cônsul em 523
- Anício Olíbrio, cônsul em 526
- Anício Fausto Albino Basílio, cônsul em 541, a última pessoa com exceção dos imperadores bizantinos a ostentar o título de cônsul.